# Strandhornskulpe
Strandhornskulpe (Glaucium flavum), eller blot Hornskulpe, er en 40-70 cm høj urt, der i Danmark vokser på strandvolde. Planten er giftig, især dens gule saft.

## Beskrivelse
Strandhornskulpe er en toårig eller flerårig, urteagtig plante med en nedliggende til opstigende, stærkt forgrenet vækstform. Stænglerne er blågrønne, hårløse eller svagt behårede. Bladrosetten, som dannes første år, har stilkede blade, mens stængelbladene er ustilkede med en bladfod, der omslutter stænglen. Bladene er sukkulente og fjersnitdelte med tandede til lappede afsnit. Begge bladsider er blågrønne.
Blomstringen sker i juli-august. Blomsterne sidder enlige og endestillede på skuddet. De er regelmæssige og 4-tallige (eller – sjældnere – 6-tallige) med gule kronblade. Frugten er en 2-rummet, meget lang kapsel, der åbner sig med to klapper.
Rodnettet består af en kraftig, dybtgående pælerod med mange siderødder.
Højde x bredde og årlig tilvækst: 0,75 x 0,50 m (75 x 50 cm/år). De opgivne tal gælder fra og med plantens andet leveår. Den enårige plante danner kun en flad bladroset.

## Voksested
I Danmark findes Hornskulpe kun i den vestlige del af Limfjorden, på Fanø ved Sønderho Strand og på Sjællands Odde. Her vokser den på strandvolde ved sand-, grus-, eller stenstrande.
Arten er i øvrigt udbredt langs kysterne fra Sortehavet via Atlanterhavet til Nordsøen og Skagerrak. Inde på kontinenterne findes den også som ruderatplante på lysåben, veldrænet og næringsrig jord.
På kanalvolden mellem Løgstør og Lendrup findes arten – meget spredt – sammen med bl.a. engelskgræs, sodaurt, strandsennep, bidende stenurt, katteskæg, kveller, rød svingel, sandhjælme, sandstar, strandmælde, strandvejbred, strandarve, vejpileurt og vild gulerod.

## Giftighed
Planten er giftig, og især den gule saft indeholder Isochinolin-alkaloiderne magnoflorin, chelerythrin og glaucin.

## Note
1. ↑  Wind, P. (2019), "Karplanter",  i Moeslund, J.E. m.fl. (red.), Den danske Rødliste 2019, Aarhus Universitet, DCE – Nationalt Center for Miljø og Energi, hentet 20. januar 2020
2. ↑  Naturstyrelsen: Rødliste 1997 over planter og dyr i Danmark
3. ↑  Jens Christian Schou: Kanalvolden mellem Løgstør og Lendrup
4. ↑  B. Bös: Giftpflanzen(se teksten online)